# (18562) Ellenkey
(18562) Ellenkey est un astéroïde de la ceinture principale.

## Description
(18562) Ellenkey est un astéroïde de la ceinture principale. Il fut découvert le 8 mars 1997 à La Silla par Eric Walter Elst. Il présente une orbite caractérisée par un demi-grand axe de 3,20 UA, une excentricité de 0,09 et une inclinaison de 1,6° par rapport à l'écliptique.
Il est nommé d'après la féministe Ellen Key.